# Leptotarsus (Longurio) rabelloi
Leptotarsus (Longurio) rabelloi is een tweevleugelige uit de familie langpootmuggen (Tipulidae). De soort komt voor in het Neotropisch gebied.